# Кривий будинок
Кривий будинок був побудований в 2004 році у м. Сопот (Польща) на вулиці Героїв Монте-Кассіно (пол. Bohaterów Monte Cassino 53) за проектом архітекторів Шотинського і Залевського.
Архітекторів на цей проект надихнули малюнки художників Яна Марціна Шанцера (пол. Jan Marcin Szancer) і Пера Оскара Дальберга (пол. Per Oscar Dahlberg).
Корисна площа будівлі становить близько 4000 м². Об'єкт є частиною Торгового Центру «Резидент». На першому поверсі знаходяться торгові приміщення, ресторан і салон гральних автоматів.
На другому поверсі знаходяться студії «Radio RMF FM» і «Radio RMF MAXXX»